# زين الديني
زين الديني (بالفارسية: زین‌الدینی) هي منطقة سكنية من نواحي بلدة أشكنان مقاطعة لامرد في محافظة فارس إيران.

## السكان
تقع هذه القرية في قسم كال وحسب احصاءات سنة 2006 كان عدد سكانها 227 في 57 مسكن.